# Franz Wulfhagen
Franz Wulfhagen (Brême, 1624-1670) est un graveur et un peintre allemand. Il a été l'élève de Rembrandt.

## Biographie
Franz Wulfhagen est né à Brême en 1624, d'un père néerlandais.
Il s'installe à Amsterdam vers 1645 et devient l'élève de Rembrandt. Il copie avec qualité le style de son maître, ce qui lui permet de vivre de la peinture jusqu'à sa mort.
En 1648, il déménage à Breitenburg, où il reste jusqu'en 1657.
Il repart ensuite à Brême, mais revient à Breitenburg en 1663.
On ignore où il est exactement de 1663 à 1670, mais il est admis qu'il meurt en 1670 dans sa ville natale de Brême.

## Œuvre

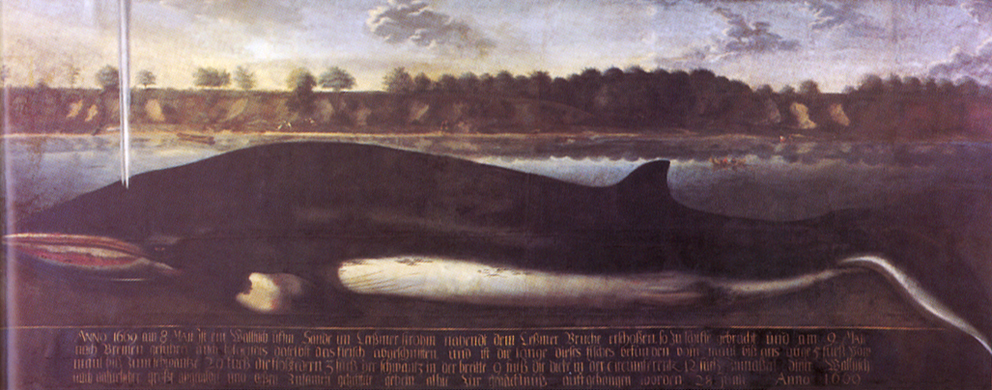
' (1669).

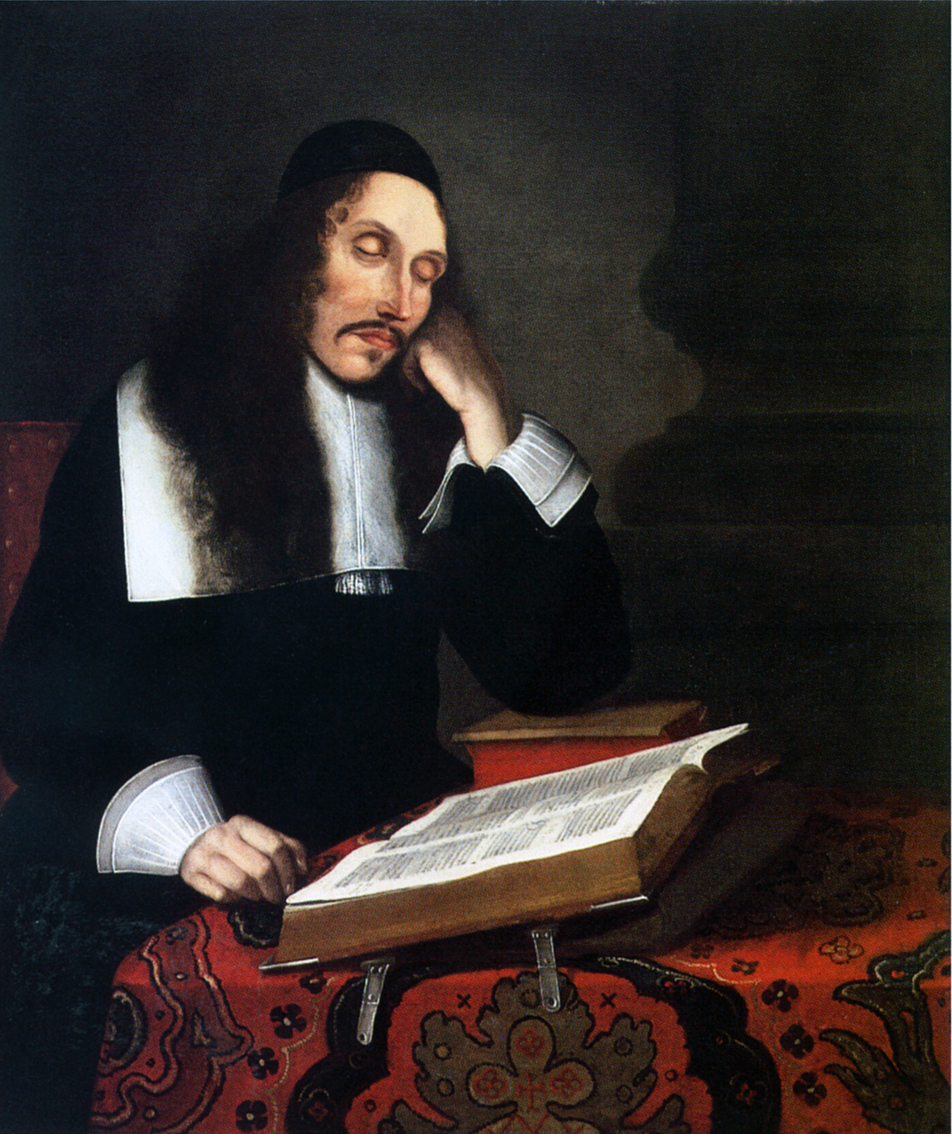
Portrait de Baruch Spinoza (1664, coll. priv.)

Il a principalement réalisé des sujets religieux et des portraits. Son tableau le plus célèbre est néanmoins celui d'une baleine échouée, Großes Walbild (de).
Le Focke-Museum (de) de Brême conserve plusieurs de ses œuvres, de même que la Kunsthalle de Brême et sa mairie.